# Dongmen, Guangxi
Dongmen (kinesiska: 东门镇, 东门) är en köping i Kina. Den ligger i den autonoma regionen Guangxi, i den södra delen av landet, omkring 73 kilometer sydväst om regionhuvudstaden Nanning.
Genomsnittlig årsnederbörd är 2 176 millimeter. Den regnigaste månaden är augusti, med i genomsnitt 438 mm nederbörd, och den torraste är januari, med 30 mm nederbörd.